# Rovine (Ivanjica)
Pour les articles homonymes, voir Rovine.
Rovine (en serbe cyrillique : Ровине) est un village de Serbie situé dans la municipalité d’Ivanjica, district de Moravica. Au recensement de 2011, il comptait 60 habitants.

## Démographie
| 1948 | 1953 | 1961 | 1971 | 1981 | 1991 | 2002 | 2011 |
| ---- | ---- | ---- | ---- | ---- | ---- | ---- | ---- |
| 347  | 342  | 337  | 290  | 195  | 140  | 109  | 60   |

|  |